# Агуапанела
Агуапанела (ісп. Aguapanela) — це напій, широко поширений по всій Південній Америці, в деяких частинах Центральної Америки та Карибського басейну. Назва напою означає «панелова вода», тому що він являє собою настій, приготований з панели — нерафінованого брикетованого тростинного цукру.
Хоча варіації рецепту існують по всій Південній Америці, агуапанела найпопулярніша в Колумбії, Венесуелі та деяких частинах Бразилії, де вона становить помітну конкуренцію чаю і каві.

## Приготування
Агуапанела готується шляхом додавання шматочків панели в гарячу воду і перемішування до повного розчинення шматочків. Напій можна подавати як гарячим, так і охолодженим, часто з додаванням лимону чи лайму. У гарячому вигляді до агуапанели іноді додають молоко, або навіть просто розводять панелу гарячим молоком замість звичайної води.
Поява і поширення агуапанели пов'язана з тим, що панела має набагато більш насичений смак, ніж звичайний цукор, навіть тростинний, і відмінно додає смак напою сама по собі.
Проте агуапанела може слугувати й основою для інших напоїв, наприклад, для кави.
Існує також алкогольна версія агуапанели під назвою канелазо (ісп. Canelazo), куди додаються кориця і тростинна горілка агуарденте, зроблена з тієї ж самої цукрової тростини. Канелазо зазвичай подають, розтерши цукор по краях склянки.

## Поширення
Нині Колумбія є світовим лідером з виробництва та вживання панели на душу населення, причому значна частина споживається саме в вигляді агуапанели. Зустріти цей напій можна майже скрізь, від сільської таверни до столичних кафе-бутиків.
Агуапанела зустрічається також в Еквадорі, Чилі, Перу, Коста-Риці (під назвою agua dulce — «свіжа вода») та деяких інших країнах.

## Корисні властивості
Існують переконання про наявність в агуапанели різних корисних властивостей, але серйозною наукою це не підтверджується.